# Antonio Buora
Antonio Buora (Osteno, ... – 13 novembre 1538) è stato un architetto e scultore italiano, figlio di Giovanni Buora.
Il 25 agosto 1536 i Preposti alla Confraternita di Maria Vergine di Venezia gli dettero l'incarico di erigere un altare nella Chiesa di Santa Maria Mater Domini, secondo il modello di Jacopo Sansovino, proto di quella chiesa. Egli vi lavorò col fratello Andrea, col quale fu anche fornitore del materiale per la costruzione della Scuola Grande di San Rocco.

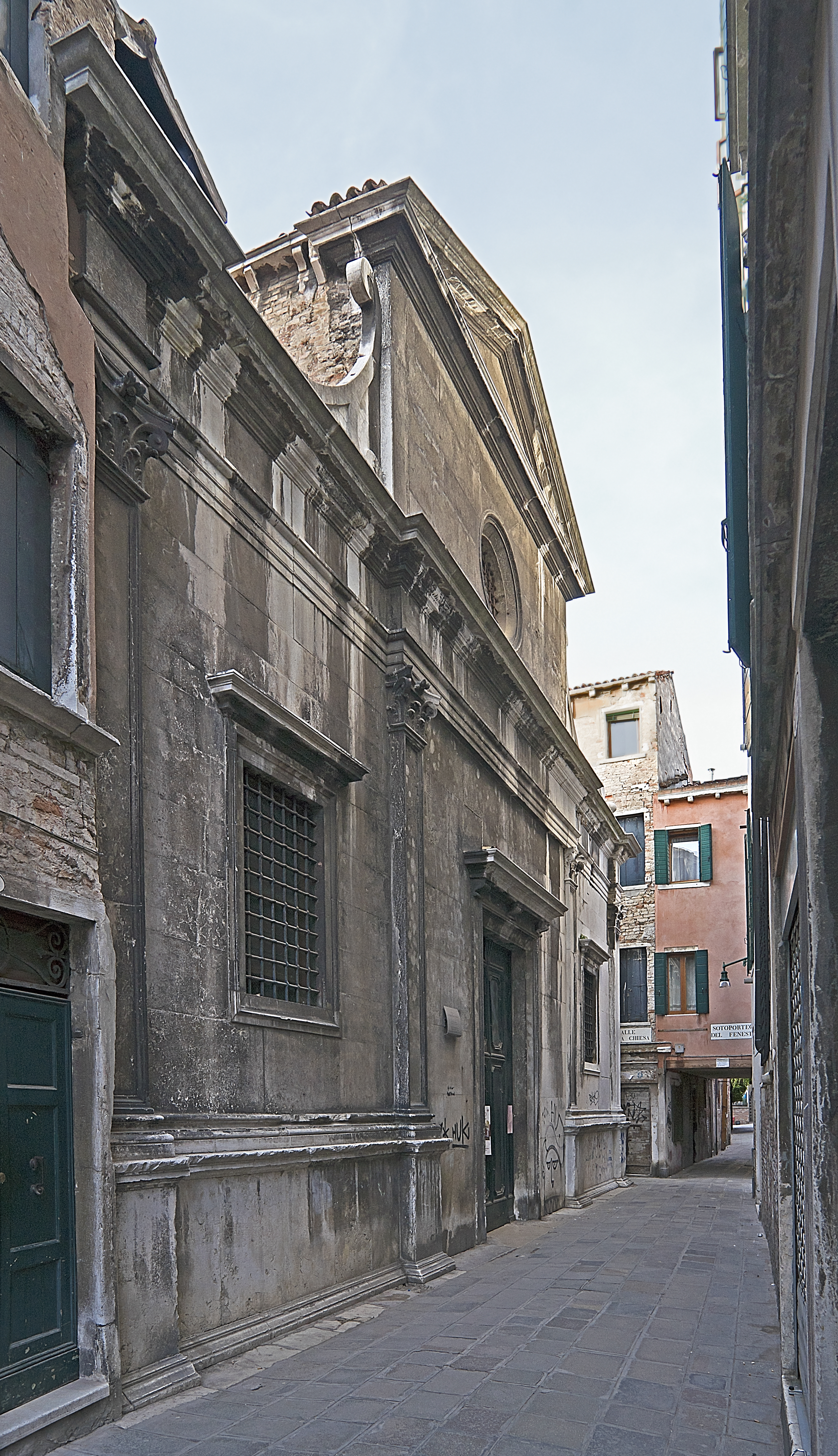
Chiesa di Santa Maria Mater Domini

Si ritiene che appartenga ad Antonio Buora anche il prospetto della Chiesa di Santa Maria Mater Domini.
Antonio Buora lasciò il testamento, dove esprimeva la volontà di essere sepolto nel chiostro o nel portico della Chiesa di Santo Stefano.